# 16211 Самірсур
16211 Самірсур (16211 Samirsur) — астероїд головного поясу, відкритий 4 лютого 2000 року.
Тіссеранів параметр щодо Юпітера — 3,569.